# Presença feminina no Congresso Nacional do Brasil
Está relacionada a seguir a lista de mulheres eleitas para compor o Congresso Nacional do Brasil conforme os mandatos exercidos após as eleições de 1945. A listagem sobre mandatos anteriores a esse ano é dificultada nas fontes dos acervos do Tribunal Superior Eleitoral, do Senado Federal e da Câmara dos Deputados. Isso porque essas fontes carecem de precisão, sobre esse período, em determinar o ano de eleição, bem como a duração do mandato dos parlamentares, embora a quase totalidade da representação feminina no Congresso Nacional do Brasil seja posterior ao fim do Estado Novo. A listagem também não inclui as parlamentares que exerceram o mandato por "mera convocação", mas tão somente aquelas eleitas, bem como as suplentes efetivadas após a morte, cassação ou renúncia dos titulares.

## Histórico

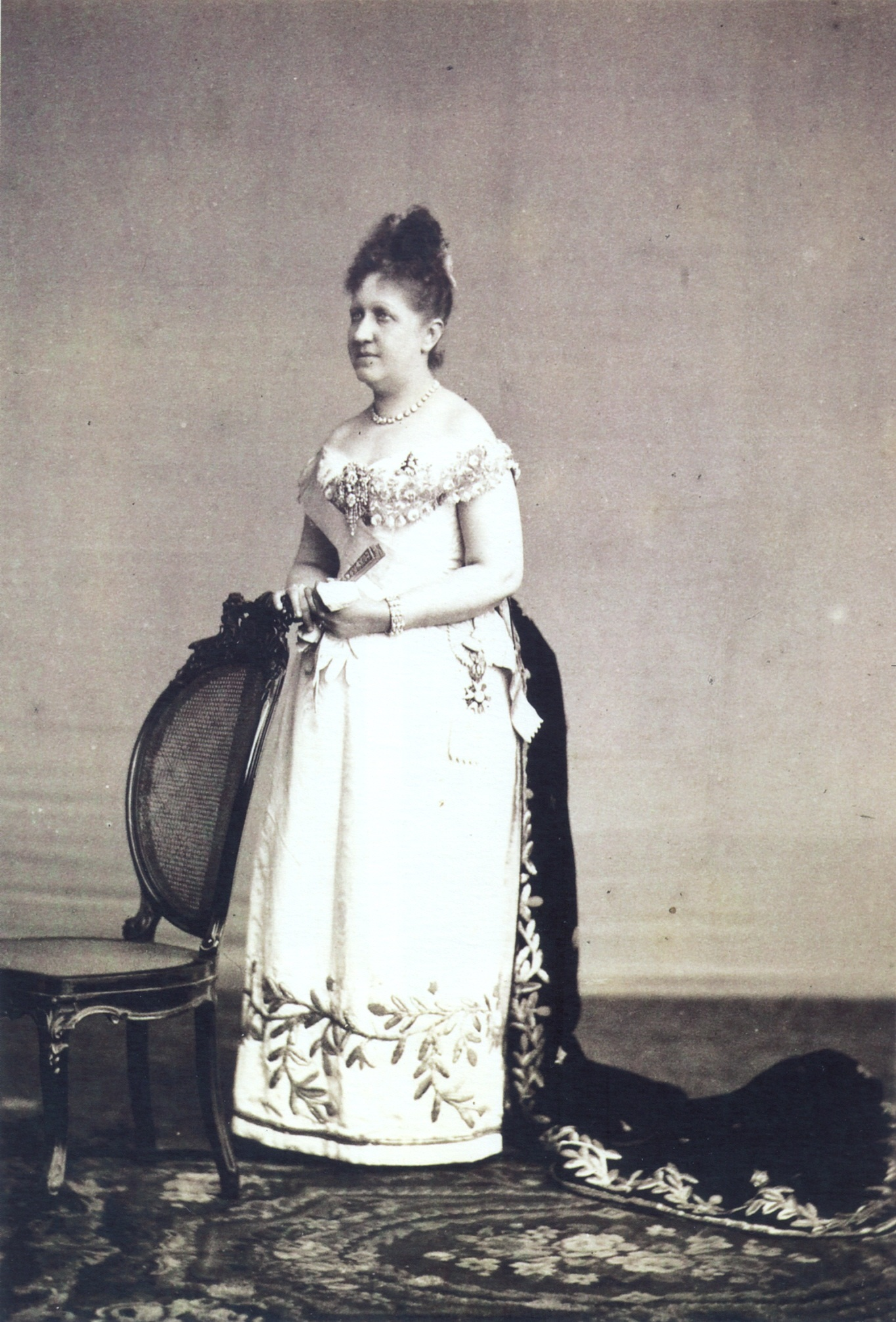
Isabel do Brasil, senadora do Império do Brasil, foi a primeira parlamentar mulher do Brasil.

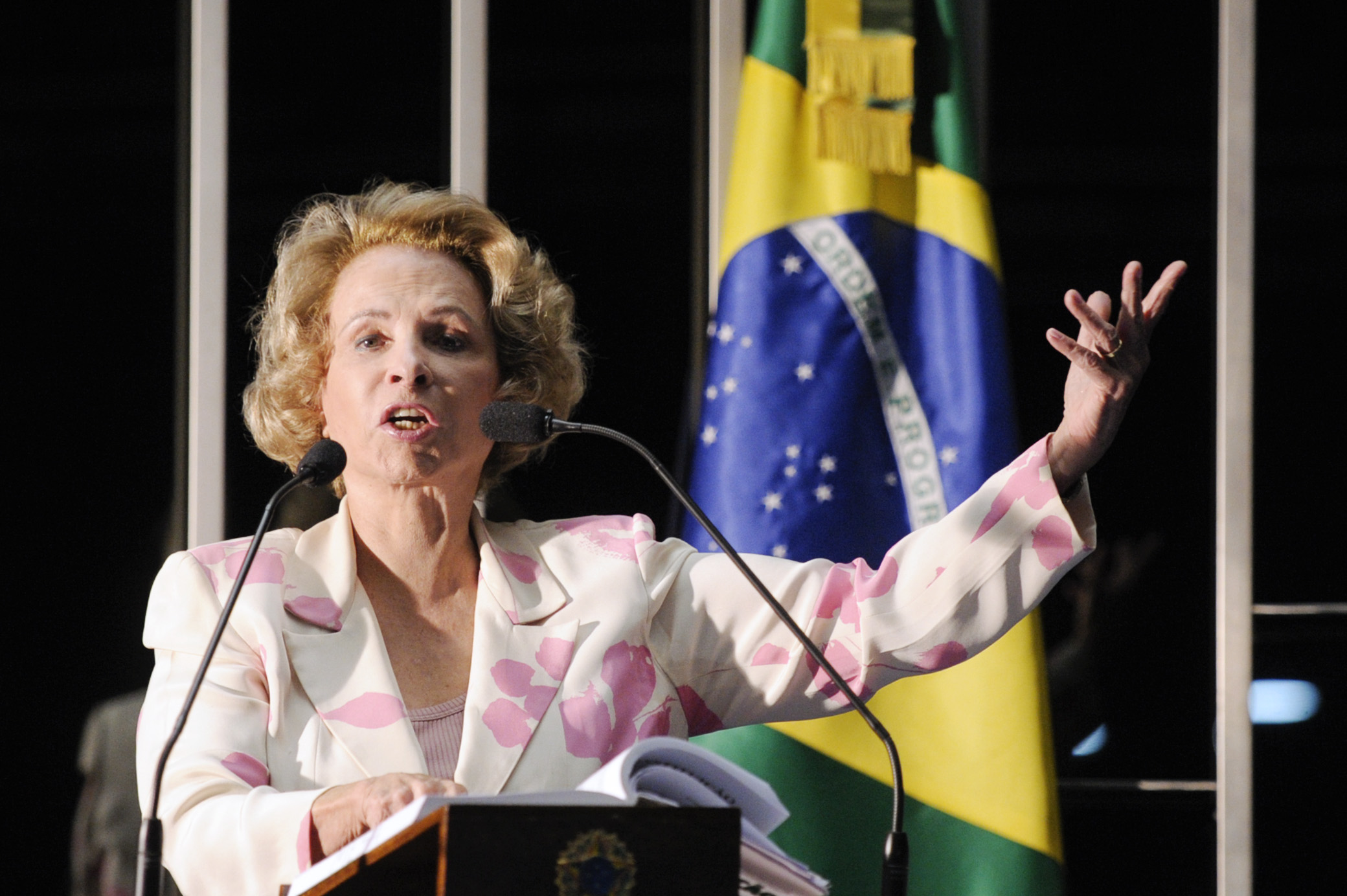
Eunice Michiles, primeira senadora eleita da República.

A presença feminina no parlamento remonta ao Império do Brasil por desígnio da Constituição de 1824 que, em seu artigo 46, garantia aos príncipes da Casa de Bragança o direito de se tornarem senadores ao atingirem vinte e cinco anos de idade, e assim a Princesa Isabel ascendeu ao parlamento em 1871 e nele permaneceu até a Proclamação da República em 1889. Por se tratar de um direito dinástico, a herdeira imperial não representava uma província em particular. Em termos de eleição direta, a primeira mulher a ter assento congressual foi a médica Carlota Pereira de Queirós, eleita deputada federal um ano após a Revolução Constitucionalista de 1932 e reeleita três meses após a promulgação da Constituição de 1934. Durante a legislatura faleceu Cândido Pessoa e em seu lugar foi efetivada Bertha Lutz, mas o Congresso Nacional foi fechado quando Getúlio Vargas instaurou o Estado Novo. A volta das mulheres ao parlamento ocorreria somente em 1950 com a deputada federal Ivete Vargas, sobrinha do político em questão e eleita por São Paulo. Em 1954 e 1962 a Câmara dos Deputados recebeu, respectivamente, Nita Costa e Necy Novaes, representantes da Bahia.
A vitória do Regime Militar de 1964 e a posterior edição do Ato Institucional Número Cinco levou à cassação de cinco das seis deputadas federais eleitas em 1966, ato de força que extinguiu a bancada feminina do Movimento Democrático Brasileiro (MDB) punindo esposas ou descendentes de políticos nocivos à ditadura militar. Em decorrência de tal atitude, apenas uma mulher foi eleita deputada federal em 1970, mesmo número verificado em 1974. Em 1978, no entanto, houve um aumento na bancada feminina com a eleição de quatro parlamentares. Em 31 de maio de 1979, tomou posse a primeira senadora da Era Republicana, a professora Eunice Michiles, efetivada como representante do Amazonas após o falecimento de João Bosco de Lima. Três anos mais tarde, a morte de Adalberto Sena levou à efetivação da médica Laélia de Alcântara como senadora pelo Acre, a primeira mulher negra a assumir tal posto. Após recuperar seus direitos políticos, Ivete Vargas foi uma das oito deputadas federais eleitas em 1982 e voltou a representar os paulistas. Em 1986, Maria Lúcia Araújo, pelo Acre, foi uma das vinte e seis integrantes da "bancada do batom" presentes na Assembleia Nacional Constituinte que elaborou a Constituição de 1988. Ela e Ivete Vargas foram as únicas mulheres cassadas na ditadura militar a voltarem ao Congresso Nacional. Em resumo, a presença feminina na Câmara dos Deputados existe desde 1933, exceto nos pleitos de 1945 e 1947, e desde as vitórias de Júnia Marise e Marluce Pinto em 1990, o eleitorado brasileiro têm assegurado a presença da mulher no Senado Federal.
Dadas as diferentes dinâmicas de representação política de mulheres na história do Brasil, o tema tem sido um frequente objeto de análise. Um estudo sobre o perfil das deputadas federais da 56ª Legislatura (2019-2023), por exemplo, identificou “uma bancada feminina majoritariamente posicionada à direita, branca, altamente escolarizada, casada, com filhos e veterana na política”.
Em 1981 a paraense Lúcia Viveiros tornou-se a primeira a ser eleita à mesa diretora de uma das casas do Congresso Nacional como suplente da mesa diretora da Câmara dos Deputados na presidência de Nelson Marchezan, chegando a presidir uma sessão na respectiva casa. Até 2017, contudo, nenhuma mulher foi eleita presidente no âmbito do legislativo federal, embora integrem suas mesas diretoras com regularidade.

## Senadoras por legislatura
Dentre as quarenta e sete senadoras apresentadas nesta relação, uma foi ungida por direito dinástico,  oito assumiram o cargo após se elegerem suplentes e as demais por eleição direta.

### Império do Brasil
| Senadora        | Naturalidade       | Partido | Representava |
| --------------- | ------------------ | ------- | ------------ |
| Princesa Isabel | Rio de Janeiro, RJ | -       | ‎ Brasil      |

### República Federativa do Brasil
| Foto | Senadora             | Partido                                                                        | Estado              | Mandato | Notas |
| ---- | -------------------- | ------------------------------------------------------------------------------ | ------------------- | --- | --- |
|      | Eunice Michiles      | ARENA (1979) PDS (1980-1986) PFL (1986-1987)                                   | Amazonas            | 46.ª legislatura 47.ª legislatura (1979-1987)                                                                     | Eleita suplente, assumiu após morte do titular João Bosco Ramos de Lima;                                                                          |
|      | Laélia de Alcântara  | PMDB                                                                           | Acre                | 46.º Legislatura (1982-1983)                                                                                      | Eleita suplente, assumiu após morte do titular Adalberto Sena; Primeira mulher negra a exercer mandato;                                           |
|      | Júnia Marise         | PRN (1991-1993) PDT (1993-1999)                                                | Minas Gerais        | 49.ª legislatura 50.ª legislatura (1991-1999)                                                                     | Juntamente com Marluce Pinto, primeira mulher eleita para o senado;                                                                               |
|      | Marluce Pinto        | PTB (1991-1995) MDB (1995–2003)                                                | Roraima             | 49.ª legislatura 50.ª legislatura 51.ª legislatura (1991-2003)                                                    | Juntamente com Júnia Marise, primeira mulher eleita para o senado; Primeira mulher a se reeleger para o senado;                                   |
|      | Eva Blay             | PSDB                                                                           | São Paulo           | 49.ª legislatura (1994-1995)                                                                                      | Eleita suplente, assumiu após a posse do titular Fernando Henrique Cardoso no cargo de Presidente da República;                                   |
|      | Benedita da Silva    | PT                                                                             | Rio de Janeiro      | 50.ª legislatura (1995-1998)                                                                                      | Primeira mulher a renunciar a um mandato no senado; Renunciou ao tomar posse como vice-governadora do Rio de Janeiro                              |
|      | Emília Fernandes     | PTB (1995-1996) PDT (1996-1999) PT (1999-2003)                                 | Rio Grande do Sul   | 50.ª legislatura 51.ª legislatura (1995-2003)                                                                     | |
|      | Marina Silva         | PT (1995–2008) PV (2008–2011)                                                  | Acre                | 50.ª legislatura 51.ª legislatura 52.ª legislatura 53.ª legislatura (1995-2011)                                   | |
|      | Heloísa Helena       | PT (1999-2003) PSOL (2005-2007)                                                | Alagoas             | 51.ª legislatura 52.ª legislatura (1999-2007)                                                                     | |
|      | Maria do Carmo Alves | PFL (1999-2007) DEM (2007-2022) UNIÃO (2022) PP (2022-2023)                    | Sergipe             | 51.ª legislatura 52.ª legislatura 53.ª legislatura 54.ª legislatura 55.ª legislatura 56.ª legislatura (1999-2023) | Senadora que ficou por mais tempo no cargo (24 anos); Primeira senadora a se reeleger duas vezes consecutivas;                                    |
|      | Ana Júlia Carepa     | PT                                                                             | Pará                | 52.ª legislatura (2003-2007)                                                                                      | Renunciou ao tomar posse como governadora do Pará;                                                                                                |
|      | Roseana Sarney       | PFL (2003–2006) MDB (2006–2009)                                                | Maranhão            | 52.ª legislatura 53.ª legislatura (2003-2009)                                                                     | Renunciou ao tomar posse como governadora do Maranhão;                                                                                            |
|      | Fátima Cleide        | PT                                                                             | Rondônia            | 52.ª legislatura 53.ª legislatura (2003-2011)                                                                     | |
|      | Patrícia Saboya      | PPS (2003-2005) PSB (2005-2007) PDT (2007-2011)                                | Ceará               | 52.ª legislatura 53.ª legislatura (2003-2011)                                                                     | |
|      | Ideli Salvatti       | PT                                                                             | Santa Catarina      | 52.ª legislatura 53.ª legislatura (2003-2011)                                                                     | |
|      | Serys Slhessarenko   | PT                                                                             | Mato Grosso         | 52.ª legislatura 53.ª legislatura (2003-2011)                                                                     | |
|      | Lúcia Vânia          | PSDB (2003-2015) PSB (2015-2019)                                               | Goiás               | 52.ª legislatura 53.ª legislatura 54.ª legislatura 55.ª legislatura (2003-2019)                                   | |
|      | Rosalba Ciarlini     | PFL (1990-2007) DEM (2007-2010)                                                | Rio Grande do Norte | 53.ª legislatura (2007-2010)                                                                                      | Renunciou ao tomar posse como governadora do Rio Grande do Norte;                                                                                 |
|      | Marisa Serrano       | PSDB                                                                           | Mato Grosso do Sul  | 53.ª legislatura (2007-2011)                                                                                      | Renunciou ao tomar posse como conselheira do TCE-MS;                                                                                              |
|      | Kátia Abreu          | DEM (2007-2011) PSD (2011-2013) MDB (2013-2017) PDT (2018-2020) PP (2020-2023) | Tocantins           | 53.ª legislatura 54.ª legislatura 55.ª legislatura 56.ª legislatura (2007-2023)                                   | |
|      | Marinor Brito        | PSOL                                                                           | Pará                | 54.ª legislatura (2011)                                                                                           | Eleita senadora, perdeu titularidade com o entendimento do STF sobre a lei da ficha-limpa;                                                        |
|      | Ana Rita Esgário     | PT                                                                             | Espírito Santo      | 54.ª legislatura (2011-2015)                                                                                      | Eleita suplente, assumiu após a posse do titular Renato Casagrande no cargo de governador;                                                        |
|      | Gleisi Hoffmann      | PT                                                                             | Paraná              | 54.ª legislatura 55.ª legislatura (2011-2019)                                                                     | |
|      | Ângela Portela       | PT (2011-2017) PDT (2017-2019)                                                 | Roraima             | 54.ª legislatura 55.ª legislatura (2011-2019)                                                                     | |
|      | Vanessa Grazziotin   | PCdoB                                                                          | Amazonas            | 54.ª legislatura 55.ª legislatura (2011-2019)                                                                     | |
|      | Lídice da Mata       | PSB                                                                            | Bahia               | 54.ª legislatura 55.ª legislatura (2011-2019)                                                                     | |
|      | Marta Suplicy        | PT (2011-2015) MDB (2015-2018)                                                 | São Paulo           | 54.ª legislatura 55.ª legislatura (2011-2019)                                                                     | |
|      | Ana Amélia Lemos     | PP                                                                             | Rio Grande do Sul   | 54.ª legislatura 55.ª legislatura (2011-2019)                                                                     | |
|      | Regina Sousa         | PT                                                                             | Piauí               | 55.ª legislatura (2015-2018)                                                                                      | Eleita suplente, assumiu após a posse do titular Wellington Dias no cargo de governador; Renunciou ao tomar posse como vice-governadora do Piauí; |
|      | Fátima Bezerra       | PT                                                                             | Rio Grande do Norte | 55.ª legislatura (2015-2019)                                                                                      | Renunciou ao tomar posse como governadora do Rio Grande do Norte;                                                                                 |
|      | Simone Tebet         | MDB                                                                            | Mato Grosso do Sul  | 55.ª legislatura 56.ª legislatura (2015-2023)                                                                     | Junto com Soraya Thronicke, primeira vez em que um estado é representado por duas senadoras (2019-2023);                                          |
|      | Rose de Freitas      | MDB (2015-2018) PODE (2018-2021) MDB (2021-2023)                               | Espírito Santo      | 55.ª legislatura 56.ª legislatura (2015-2023)                                                                     | |
|      | Selma Arruda         | PSL (2018-2019) PODE (2019-2020)                                               | Mato Grosso         | 56.ª legislatura (2019-2020)                                                                                      | Mandato cassado pelo TSE; |
|      | Mailza Gomes         | PP                                                                             | Acre                | 56.ª legislatura (2019-2023)                                                                                      | Eleita suplente, assumiu após a posse do titular Gladson Cameli no cargo de governador; Renunciou ao tomar posse como vice-governadora do Acre;   |
|      | Eliziane Gama        | CID                                                                            | Maranhão            | 56.ª legislatura 57.ª legislatura (2019-presente)                                                                 | |
|      | Soraya Thronicke     | PSL (2018-2022) UNIÃO (2022-presente)                                          | Mato Grosso do Sul  | 56.ª legislatura 57.ª legislatura (2019-presente)                                                                 | Junto com Simone Tebet, primeira vez em que um estado é representado por duas senadoras (2019-2023);                                              |
|      | Daniella Ribeiro     | PP (2019-2022) PSD (2022-presente)                                             | Paraíba             | 56.ª legislatura 57.ª legislatura (2019-presente)                                                                 | |
|      | Leila Barros         | PSB (2019-2021) CID (2021-2022) PDT (2022-presente)                            | Distrito Federal    | 56.ª legislatura 57.ª legislatura (2019-presente)                                                                 | |
|      | Mara Gabrilli        | PSDB                                                                           | São Paulo           | 56.ª legislatura 57.ª legislatura (2019-presente)                                                                 | |
|      | Zenaide Maia         | PHS (2019) PROS (2019-2022) PSD (2022-presente)                                | Rio Grande do Norte | 56.ª legislatura 57.ª legislatura (2019-presente)                                                                 | |
|      | Nilda Gondim         | MDB                                                                            | Paraíba             | 56.ª legislatura (2021-2023)                                                                                      | Eleita suplente, assumiu após morte do titular José Maranhão;                                                                                     |
|      | Ivete da Silveira    | MDB                                                                            | Santa Catarina      | 56.ª legislatura 57.ª legislatura (2022-presente)                                                                 | Eleita suplente, assumiu após a posse do titular Jorginho Mello no cargo de governador;                                                           |
|      | Ana Paula Lobato     | PDT                                                                            | Maranhão            | 57.ª legislatura (2023-presente)                                                                                  | Eleita suplente, assumiu após a posse do titular Flávio Dino como ministro doSupremo Tribunal Federal;                                            |
|      | Dorinha Rezende      | UNIÃO                                                                          | Tocantins           | 57.ª legislatura (2023-presente)                                                                                  | |
|      | Damares Alves        | REP                                                                            | Distrito Federal    | 57.ª legislatura (2023-presente)                                                                                  | |
|      | Tereza Cristina      | PP                                                                             | Mato Grosso do Sul  | 57.ª legislatura (2023-presente)                                                                                  | |
|      | Teresa Leitão        | PT                                                                             | Pernambuco          | 57.ª legislatura (2023-presente)                                                                                  | |
|      | Eudócia Caldas       | PL                                                                             | Alagoas             | 57.ª legislatura (2025-presente)                                                                                  | Eleita suplente, assumiu após a posse do titular Rodrigo Cunha como vice prefeito;                                                                |

## Deputadas federais por legislatura
Foram eleitas  deputadas federais.

### Era Vargas
| Deputada federal           | Naturalidade  | Partido     | Representava |
| -------------------------- | ------------- | ----------- | ------------ |
| Carlota Pereira de Queirós | São Paulo, SP | [ nota 12 ] | São Paulo    |

### 39.ª legislatura (1951-1955)
| Deputada federal | Naturalidade  | Partido | Representava |
| ---------------- | ------------- | ------- | ------------ |
| Ivete Vargas     | São Borja, RS | PTB     | São Paulo    |

### 40.ª legislatura (1955-1959)
| Deputadas federais (02) | Naturalidade         | Partido | Representava |
| ----------------------- | -------------------- | ------- | ------------ |
| Nita Costa              | Feira de Santana, BA | PTB     | Bahia        |
| Ivete Vargas            | São Borja, RS        | PTB     | São Paulo    |

### 41.ª legislatura (1959-1963)
| Deputada federal | Naturalidade  | Partido | Representava |
| ---------------- | ------------- | ------- | ------------ |
| Ivete Vargas     | São Borja, RS | PTB     | São Paulo    |

### 42.ª legislatura (1963-1967)
| Deputadas federais (02) | Naturalidade  | Partido | Representava |
| ----------------------- | ------------- | ------- | ------------ |
| Necy Novaes             | São Paulo, SP | PTB     | Bahia        |
| Ivete Vargas            | São Borja, RS | PTB     | São Paulo    |

### 43.ª legislatura (1967-1971)
| Deputadas federais (06) | Naturalidade       | Partido | Representava   |
| ----------------------- | ------------------ | ------- | -------------- |
| Maria Lúcia Araújo      | João Pessoa, PB    | MDB     | Acre           |
| Necy Novaes             | São Paulo, SP      | ARENA   | Bahia          |
| Nísia Carone            | Muriaé, MG         | MDB     | Minas Gerais   |
| Júlia Steinbruch        | Rio de Janeiro, RJ | MDB     | Rio de Janeiro |
| Lígia Doutel de Andrade | Florianópolis, SC  | MDB     | Santa Catarina |
| Ivete Vargas            | São Borja, RS      | MDB     | São Paulo      |

### 44.ª legislatura (1971-1975)
| Deputada federal | Naturalidade  | Partido | Representava |
| ---------------- | ------------- | ------- | ------------ |
| Necy Novaes      | São Paulo, SP | ARENA   | Bahia        |

### 45.ª legislatura (1975-1979)
| Deputada federal   | Naturalidade       | Partido | Representava   |
| ------------------ | ------------------ | ------- | -------------- |
| Lígia Lessa Bastos | Rio de Janeiro, RJ | ARENA   | Rio de Janeiro |

### 46.ª legislatura (1979-1983)
| Deputadas federais (04) | Naturalidade       | Partido | Representava   |
| ----------------------- | ------------------ | ------- | -------------- |
| Júnia Marise            | Belo Horizonte, MG | MDB     | Minas Gerais   |
| Lúcia Viveiros          | Belém, PA          | MDB     | Pará           |
| Cristina Tavares        | Garanhuns, PE      | MDB     | Pernambuco     |
| Lígia Lessa Bastos      | Rio de Janeiro, RJ | ARENA   | Rio de Janeiro |

### 47.ª legislatura (1983-1987)
| Deputadas federais (08) | Naturalidade              | Partido | Representava   |
| ----------------------- | ------------------------- | ------- | -------------- |
| Myrthes Bevilacqua      | Vitória, ES               | PMDB    | Espírito Santo |
| Júnia Marise            | Belo Horizonte, MG        | PMDB    | Minas Gerais   |
| Lúcia Viveiros          | Belém, PA                 | PDS     | Pará           |
| Cristina Tavares        | Garanhuns, PE             | PMDB    | Pernambuco     |
| Rita Furtado            | Campos dos Goytacazes, RJ | PDS     | Rondônia       |
| Bete Mendes             | Santos, SP                | PT      | São Paulo      |
| Irma Passoni            | Concórdia, SC             | PT      | São Paulo      |
| Ivete Vargas            | São Borja, RS             | PTB     | São Paulo      |

### 48.ª legislatura (1987-1991)
| Deputadas federais (26) | Naturalidade                | Partido | Representava        |
| ----------------------- | --------------------------- | ------- | ------------------- |
| Maria Lúcia Araújo      | João Pessoa, PB             | PMDB    | Acre                |
| Raquel Capiberibe       | Afuá, PA                    | PMDB    | Amapá               |
| Bete Azize              | Manacapuru, AM              | PSB     | Amazonas            |
| Eunice Michiles         | São Paulo, SP               | PFL     | Amazonas            |
| Sadie Hauache           | Itacoatiara, AM             | PFL     | Amazonas            |
| Abigail Feitosa         | Tauá, CE                    | PMDB    | Bahia               |
| Lídice da Mata          | Cachoeira, BA               | PCdoB   | Bahia               |
| Moema São Thiago        | Formiga, MG                 | PDT     | Ceará               |
| Márcia Kubitschek       | Belo Horizonte, MG          | PMDB    | Distrito Federal    |
| Maria de Lourdes Abadia | Bela Vista de Goiás, GO     | PFL     | Distrito Federal    |
| Rita Camata             | Venda Nova do Imigrante, ES | PMDB    | Espírito Santo      |
| Rose de Freitas         | Caratinga, MG               | PMDB    | Espírito Santo      |
| Lúcia Vânia             | Cumari, GO                  | PMDB    | Goiás               |
| Lúcia Braga             | João Pessoa, PB             | PFL     | Paraíba             |
| Cristina Tavares        | Garanhuns, PE               | PMDB    | Pernambuco          |
| Myriam Portela          | Rio de Janeiro, RJ          | PDS     | Piauí               |
| Ana Maria Rattes        | Rio de Janeiro, RJ          | PMDB    | Rio de Janeiro      |
| Benedita da Silva       | Rio de Janeiro, RJ          | PT      | Rio de Janeiro      |
| Sandra Cavalcanti       | Belém, PA                   | PFL     | Rio de Janeiro      |
| Wilma de Faria          | Mossoró, RN                 | PDS     | Rio Grande do Norte |
| Raquel Cândido          | Guajará-Mirim, RO           | PFL     | Rondônia            |
| Rita Furtado            | Campos dos Goytacazes, RJ   | PFL     | Rondônia            |
| Marluce Pinto           | Jaguaruana, CE              | PTB     | Roraima             |
| Bete Mendes             | Santos, SP                  | PMDB    | São Paulo           |
| Dirce Tutu Quadros      | São Paulo, SP               | PSC     | São Paulo           |
| Irma Passoni            | Concórdia, SC               | PT      | São Paulo           |

### 49.ª legislatura (1991-1995)
| Deputadas federais (28) | Naturalidade                | Partido | Representava       |
| ----------------------- | --------------------------- | ------- | ------------------ |
| Adelaide Neri           | Tarauacá, AC                | PMDB    | Acre               |
| Célia Mendes            | Belém, PA                   | PDS     | Acre               |
| Zila Bezerra            | Rio de Janeiro, RJ          | PMDB    | Acre               |
| Fátima Pelaes           | Macapá, AP                  | PFL     | Amapá              |
| Bete Azize              | Manacapuru, AM              | PDT     | Amazonas           |
| Maria Luiza Fontenele   | Quixadá, CE                 | PT      | Ceará              |
| Maria Laura Pinheiro    | Jaguaribe, CE               | PT      | Distrito Federal   |
| Etevalda Menezes        | Rio Bananal, ES             | PMDB    | Espírito Santo     |
| Rita Camata             | Venda Nova do Imigrante, ES | PMDB    | Espírito Santo     |
| Rose de Freitas         | Caratinga, MG               | PSDB    | Espírito Santo     |
| Lúcia Vânia             | Cumari, GO                  | PMDB    | Goiás              |
| Maria Valadão           | Anicuns, GO                 | PDS     | Goiás              |
| Roseana Sarney          | São Luís, MA                | PFL     | Maranhão           |
| Marilu Guimarães        | Campo Grande, MS            | PFL     | Mato Grosso do Sul |
| Sandra Starling         | Belo Horizonte, MG          | PT      | Minas Gerais       |
| Socorro Gomes           | Cristalândia, TO            | PCdoB   | Pará               |
| Lúcia Braga             | João Pessoa, PB             | PDT     | Paraíba            |
| Benedita da Silva       | Rio de Janeiro, RJ          | PT      | Rio de Janeiro     |
| Cidinha Campos          | São Paulo, SP               | PDT     | Rio de Janeiro     |
| Jandira Feghali         | Curitiba, PR                | PCdoB   | Rio de Janeiro     |
| Márcia Cibilis Viana    | Porto Alegre, RS            | PDT     | Rio de Janeiro     |
| Regina Gordilho         | Salvador, BA                | PDT     | Rio de Janeiro     |
| Sandra Cavalcanti       | Belém, PA                   | PFL     | Rio de Janeiro     |
| Wanda Reis              | Rio de Janeiro, RJ          | PMDB    | Rio de Janeiro     |
| Raquel Cândido          | Guajará-Mirim               | PDT     | Rondônia           |
| Teresa Surita           | São Manuel, SP              | PDS     | Roraima            |
| Ângela Amin             | Indaial, SC                 | PDS     | Santa Catarina     |
| Luci Choinacki          | Descanso, SC                | PT      | Santa Catarina     |
| Irma Passoni            | Concórdia, SC               | PT      | São Paulo          |

### 50.ª legislatura (1995-1999)
| Deputadas federais (33)    | Naturalidade                | Partido | Representava       |
| -------------------------- | --------------------------- | ------- | ------------------ |
| Célia Mendes               | Belém, PA                   | PPR     | Acre               |
| Zila Bezerra               | Rio de Janeiro, RJ          | PMDB    | Acre               |
| Ceci Cunha                 | Feira Grande, AL            | PSDB    | Alagoas            |
| Fátima Pelaes              | Macapá, AP                  | PFL     | Amapá              |
| Raquel Capiberibe          | Afuá, PA                    | PSB     | Amapá              |
| Alzira Ewerton             | Guajará-Mirim, RO           | PPR     | Amazonas           |
| Simara Ellery              | Recife, PE                  | PMDB    | Bahia              |
| Maria Laura Pinheiro       | Jaguaribe, CE               | PT      | Distrito Federal   |
| Rita Camata                | Venda Nova do Imigrante, ES | PMDB    | Espírito Santo     |
| Lídia Quinan               | Campinas, SP                | PMDB    | Goiás              |
| Maria Valadão              | Anicuns, GO                 | PPR     | Goiás              |
| Márcia Marinho             | Caxias, MA                  | PSC     | Maranhão           |
| Tetê Bezerra               | Pirajuí, SP                 | PMDB    | Mato Grosso        |
| Marilu Guimarães           | Campo Grande, MS            | PFL     | Mato Grosso do Sul |
| Marisa Serrano             | Bela Vista, MS              | PMDB    | Mato Grosso do Sul |
| Maria Elvira Ferreira      | Belo Horizonte, MG          | PMDB    | Minas Gerais       |
| Sandra Starling            | Belo Horizonte, MG          | PT      | Minas Gerais       |
| Ana Júlia Carepa           | Belém, PA                   | PT      | Pará               |
| Elcione Barbalho           | Belém, PA                   | PMDB    | Pará               |
| Socorro Gomes              | Cristalândia, TO            | PCdoB   | Pará               |
| Cidinha Campos             | São Paulo, SP               | PDT     | Rio de Janeiro     |
| Jandira Feghali            | Curitiba, PR                | PCdoB   | Rio de Janeiro     |
| Laura Carneiro             | Rio de Janeiro, RJ          | PP      | Rio de Janeiro     |
| Márcia Cibilis Viana       | Porto Alegre, RS            | PDT     | Rio de Janeiro     |
| Maria da Conceição Tavares | Anadia, POR                 | PT      | Rio de Janeiro     |
| Vanessa Felippe            | Rio de Janeiro, RJ          | PSDB    | Rio de Janeiro     |
| Esther Grossi              | Santa Maria, RS             | PT      | Rio Grande do Sul  |
| Yeda Crusius               | São Paulo, SP               | PSDB    | Rio Grande do Sul  |
| Marinha Raupp              | Maracaí, SP                 | PSDB    | Rondônia           |
| Marta Suplicy              | São Paulo, SP               | PT      | São Paulo          |
| Telma de Souza             | Santos, SP                  | PT      | São Paulo          |
| Zulaiê Cobra Ribeiro       | São José do Rio Pardo, SP   | PSDB    | São Paulo          |
| Dolores Nunes              | Natividade, TO              | PP      | Tocantins          |

### 51.ª legislatura (1999-2003)
| Deputadas federais (29) | Naturalidade                  | Partido | Representava        |
| ----------------------- | ----------------------------- | ------- | ------------------- |
| Zila Bezerra            | Rio de Janeiro, RJ            | PFL     | Acre                |
| Fátima Pelaes           | Macapá, AP                    | PSDB    | Amapá               |
| Vanessa Grazziotin      | Videira, SC                   | PCdoB   | Amazonas            |
| Ceci Cunha              | Feira Grande, AL              | PSDB    | Alagoas             |
| Maria de Lourdes Abadia | Bela Vista de Goiás, GO       | PSDB    | Distrito Federal    |
| Rita Camata             | Venda Nova do Imigrante, ES   | PMDB    | Espírito Santo      |
| Lídia Quinan            | Campinas, SP                  | PMDB    | Goiás               |
| Lúcia Vânia             | Cumari, GO                    | PSDB    | Goiás               |
| Nair Lobo               | Anápolis, GO                  | PMDB    | Goiás               |
| Nice Lobão              | Recife, PE                    | PFL     | Maranhão            |
| Celcita Pinheiro        | Santo Antônio de Leverger, MT | PFL     | Mato Grosso         |
| Tetê Bezerra            | Pirajuí, SP                   | PMDB    | Mato Grosso         |
| Marisa Serrano          | Bela Vista, MS                | PSDB    | Mato Grosso do Sul  |
| Maria do Carmo Lara     | Esmeraldas, MG                | PT      | Minas Gerais        |
| Maria Elvira Ferreira   | Belo Horizonte, MG            | PMDB    | Minas Gerais        |
| Maria Lúcia Cardoso     | Japaraíba, MG                 | PMDB    | Minas Gerais        |
| Elcione Barbalho        | Belém, PA                     | PMDB    | Pará                |
| Almerinda de Carvalho   | Campos dos Goytacazes, RJ     | PFL     | Rio de Janeiro      |
| Jandira Feghali         | Curitiba, PR                  | PCdoB   | Rio de Janeiro      |
| Laura Carneiro          | Rio de Janeiro, RJ            | PFL     | Rio de Janeiro      |
| Miriam Reid             | Macaé, RJ                     | PDT     | Rio de Janeiro      |
| Ana Catarina Alves      | Rio de Janeiro, RJ            | PMDB    | Rio Grande do Norte |
| Yeda Crusius            | São Paulo, SP                 | PSDB    | Rio Grande do Sul   |
| Marinha Raupp           | Maracaí, SP                   | PSDB    | Rondônia            |
| Luci Choinacki          | Descanso, SC                  | PT      | Santa Catarina      |
| Ângela Guadagnin        | Rio de Janeiro, RJ            | PT      | São Paulo           |
| Iara Bernardi           | Sorocaba, SP                  | PT      | São Paulo           |
| Luiza Erundina          | Uiraúna, PB                   | PSB     | São Paulo           |
| Telma de Souza          | Santos, SP                    | PT      | São Paulo           |

### 52.ª legislatura (2003-2007)
| Deputadas federais (42)  | Naturalidade                  | Partido | Representava        |
| ------------------------ | ----------------------------- | ------- | ------------------- |
| Perpétua Almeida         | Porto Walter, AC              | PCdoB   | Acre                |
| Janete Capiberibe        | Amapá, AP                     | PSB     | Amapá               |
| Vanessa Grazziotin       | Videira, SC                   | PCdoB   | Amazonas            |
| Alice Portugal           | Salvador, BA                  | PCdoB   | Bahia               |
| Zelinda Novaes           | Iguaí, BA                     | PFL     | Bahia               |
| Maria José Maninha       | Januária, MG                  | PT      | Distrito Federal    |
| Iriny Lopes              | Lavras, MG                    | PT      | Espírito Santo      |
| Rose de Freitas          | Caratinga, MG                 | PSDB    | Espírito Santo      |
| Neide Aparecida da Silva | Quirinópolis, GO              | PT      | Goiás               |
| Raquel Teixeira          | Goiânia, GO                   | PSDB    | Goiás               |
| Nice Lobão               | Recife, PE                    | PFL     | Maranhão            |
| Teresinha Fernandes      | Barreirinhas, MA              | PT      | Maranhão            |
| Celcita Pinheiro         | Santo Antônio de Leverger, MT | PFL     | Mato Grosso         |
| Telma de Oliveira        | Cuiabá, MT                    | PSDB    | Mato Grosso         |
| Maria do Carmo Lara      | Esmeraldas, MG                | PT      | Minas Gerais        |
| Ann Pontes               | Belém, PA                     | PMDB    | Pará                |
| Lúcia Braga              | João Pessoa, PB               | PSD     | Paraíba             |
| Clair Martins            | Porto União, SC               | PT      | Paraná              |
| Francisca Trindade       | Teresina, PI                  | PT      | Piauí               |
| Almerinda de Carvalho    | Campos dos Goytacazes, RJ     | PPB     | Rio de Janeiro      |
| Denise Frossard          | Carangola, MG                 | PSDB    | Rio de Janeiro      |
| Elaine Costa             | Niterói, RJ                   | PDT     | Rio de Janeiro      |
| Jandira Feghali          | Curitiba, PR                  | PCdoB   | Rio de Janeiro      |
| Laura Carneiro           | Rio de Janeiro, RJ            | PFL     | Rio de Janeiro      |
| Maria Lúcia Santos       | Rio de Janeiro, RJ            | PMDB    | Rio de Janeiro      |
| Fátima Bezerra           | Nova Palmeira, PB             | PT      | Rio Grande do Norte |
| Sandra Rosado            | Mossoró, RN                   | PMDB    | Rio Grande do Norte |
| Kelly Moraes             | São Leopoldo, RS              | PTB     | Rio Grande do Sul   |
| Luciana Genro            | Santa Maria, RS               | PT      | Rio Grande do Sul   |
| Maria do Rosário         | Veranópolis, RS               | PT      | Rio Grande do Sul   |
| Yeda Crusius             | São Paulo, SP                 | PSDB    | Rio Grande do Sul   |
| Marinha Raupp            | Maracaí, SP                   | PMDB    | Rondônia            |
| Maria Helena Rodrigues   | Santo Ângelo, RS              | PST     | Roraima             |
| Suely Campos             | Boa Vista, RR                 | PFL     | Roraima             |
| Luci Choinacki           | Descanso, SC                  | PT      | Santa Catarina      |
| Ângela Guadagnin         | Rio de Janeiro, RJ            | PT      | São Paulo           |
| Edna Macedo              | Rio das Flores, RJ            | PTB     | São Paulo           |
| Iara Bernardi            | Sorocaba, SP                  | PT      | São Paulo           |
| Luiza Erundina           | Uiraúna, PB                   | PSB     | São Paulo           |
| Telma de Souza           | Santos, SP                    | PT      | São Paulo           |
| Zulaiê Cobra Ribeiro     | São José do Rio Pardo, SP     | PSDB    | São Paulo           |
| Kátia Abreu              | Goiânia, GO                   | PFL     | Tocantins           |

### 53.ª legislatura (2007-2011)
| Deputadas federais (45) | Naturalidade                | Partido | Representava        |
| ----------------------- | --------------------------- | ------- | ------------------- |
| Perpétua Almeida        | Porto Walter, AC            | PCdoB   | Acre                |
| Dalva Figueiredo        | Oiapoque, AP                | PT      | Amapá               |
| Fátima Pelaes           | Macapá, AP                  | PMDB    | Amapá               |
| Janete Capiberibe       | Amapá, AP                   | PSB     | Amapá               |
| Lucenira Pimentel       | Belém, PA                   | PPS     | Amapá               |
| Rebeca Garcia           | Manaus, AM                  | PP      | Amazonas            |
| Vanessa Grazziotin      | Videira, SC                 | PCdoB   | Amazonas            |
| Alice Portugal          | Salvador, BA                | PCdoB   | Bahia               |
| Jusmari Oliveira        | Pérola d'Oeste, PR          | PFL     | Bahia               |
| Lídice da Mata          | Cachoeira, BA               | PSB     | Bahia               |
| Tonha Magalhães         | Maragogipe, BA              | PFL     | Bahia               |
| Gorete Pereira          | Juazeiro do Norte, CE       | PL      | Ceará               |
| Iriny Lopes             | Lavras, MG                  | PT      | Espírito Santo      |
| Rita Camata             | Venda Nova do Imigrante, ES | PMDB    | Espírito Santo      |
| Rose de Freitas         | Caratinga, MG               | PMDB    | Espírito Santo      |
| Suely Vidigal           | Cachoeiro de Itapemirim, ES | PDT     | Espírito Santo      |
| Iris de Araújo          | Três Lagoas, MS             | PMDB    | Goiás               |
| Raquel Teixeira         | Goiânia, GO                 | PSDB    | Goiás               |
| Nice Lobão              | Recife, PE                  | PFL     | Maranhão            |
| Telma de Oliveira       | Cuiabá, MT                  | PSDB    | Mato Grosso         |
| Jô Moraes               | Cabedelo, PB                | PCdoB   | Minas Gerais        |
| Maria do Carmo Lara     | Esmeraldas, MG              | PT      | Minas Gerais        |
| Maria Lúcia Cardoso     | Japaraíba, MG               | PMDB    | Minas Gerais        |
| Elcione Barbalho        | Belém, PA                   | PMDB    | Pará                |
| Bel Mesquita            | Jundiaí, SP                 | PMDB    | Pará                |
| Ana Arraes              | Recife, PE                  | PSB     | Pernambuco          |
| Andreia Zito            | Duque de Caxias, RJ         | PSDB    | Rio de Janeiro      |
| Cida Diogo              | Volta Redonda, RJ           | PT      | Rio de Janeiro      |
| Marina Maggessi         | Rio de Janeiro, RJ          | PPS     | Rio de Janeiro      |
| Solange Almeida         | Porto Alegre, RS            | PMDB    | Rio de Janeiro      |
| Solange Amaral          | Rio de Janeiro, RJ          | PFL     | Rio de Janeiro      |
| Suely Silva             | Ilhéus, BA                  | PRONA   | Rio de Janeiro      |
| Fátima Bezerra          | Nova Palmeira, PB           | PT      | Rio Grande do Norte |
| Sandra Rosado           | Mossoró, RN                 | PSB     | Rio Grande do Norte |
| Luciana Genro           | Santa Maria, RS             | PSOL    | Rio Grande do Sul   |
| Manuela d'Ávila         | Porto Alegre, RS            | PCdoB   | Rio Grande do Sul   |
| Maria do Rosário        | Veranópolis, RS             | PT      | Rio Grande do Sul   |
| Marinha Raupp           | Maracaí, SP                 | PMDB    | Rondônia            |
| Ângela Portela          | Coreaú, CE                  | PTC     | Roraima             |
| Maria Helena Rodrigues  | Santo Ângelo, RS            | PSB     | Roraima             |
| Ângela Amin             | Indaial, SC                 | PP      | Santa Catarina      |
| Aline Corrêa            | Recife, PE                  | PP      | São Paulo           |
| Janete Pietá            | Rio de Janeiro, RJ          | PT      | São Paulo           |
| Luiza Erundina          | Uiraúna, PB                 | PSB     | São Paulo           |
| Nilmar Ruiz             | Rio de Janeiro, RJ          | PFL     | Tocantins           |

### 54.ª legislatura (2011-2015)
| Deputadas federais (44) | Naturalidade                | Partido | Representava        |
| ----------------------- | --------------------------- | ------- | ------------------- |
| Antônia Lúcia Câmara    | Senador Guiomard, AC        | PP      | Acre                |
| Perpétua Almeida        | Porto Walter, AC            | PCdoB   | Acre                |
| Célia Rocha             | Arapiraca, AL               | PTB     | Alagoas             |
| Rosinha da Adefal       | Maceió, AL                  | PTdoB   | Alagoas             |
| Dalva Figueiredo        | Oiapoque, AP                | PT      | Amapá               |
| Fátima Pelaes           | Macapá, AP                  | PMDB    | Amapá               |
| Janete Capiberibe       | Amapá, AP                   | PSB     | Amapá               |
| Rebeca Garcia           | Manaus, AM                  | PP      | Amazonas            |
| Alice Portugal          | Salvador, BA                | PCdoB   | Bahia               |
| Gorete Pereira          | Juazeiro do Norte, CE       | PR      | Ceará               |
| Erika Kokay             | Fortaleza, CE               | PT      | Distrito Federal    |
| Jacqueline Roriz        | Luziânia, GO                | PMN     | Distrito Federal    |
| Iriny Lopes             | Lavras, MG                  | PT      | Espírito Santo      |
| Lauriete Malta          | Vitória, ES                 | PSC     | Espírito Santo      |
| Rose de Freitas         | Caratinga, MG               | PMDB    | Espírito Santo      |
| Sueli Vidigal           | Cachoeiro de Itapemirim, ES | PDT     | Espírito Santo      |
| Flávia Morais           | Belo Horizonte, MG          | PDT     | Goiás               |
| Iris de Araújo          | Três Lagoas, MS             | PMDB    | Goiás               |
| Nice Lobão              | Recife, PE                  | DEM     | Maranhão            |
| Jô Moraes               | Cabedelo, PB                | PCdoB   | Minas Gerais        |
| Elcione Barbalho        | Belém, PA                   | PMDB    | Pará                |
| Nilda Gondim            | João Pessoa, PB             | PMDB    | Paraíba             |
| Cida Borghetti          | Caçador, SC                 | PP      | Paraná              |
| Rosane Ferreira         | Clevelândia, PR             | PV      | Paraná              |
| Ana Arraes              | Recife, PE                  | PSB     | Pernambuco          |
| Luciana Santos          | Recife, PE                  | PCdoB   | Pernambuco          |
| Iracema Portela         | Teresina, PI                | PP      | Piauí               |
| Andreia Zito            | Duque de Caxias, RJ         | PSDB    | Rio de Janeiro      |
| Benedita da Silva       | Rio de Janeiro, RJ          | PT      | Rio de Janeiro      |
| Jandira Feghali         | Curitiba, PR                | PCdoB   | Rio de Janeiro      |
| Lilian Sá               | Rio de Janeiro, RJ          | PR      | Rio de Janeiro      |
| Fátima Bezerra          | Nova Palmeira, PB           | PT      | Rio Grande do Norte |
| Sandra Rosado           | Mossoró, RN                 | PSB     | Rio Grande do Norte |
| Manuela d'Ávila         | Porto Alegre, RS            | PCdoB   | Rio Grande do Sul   |
| Maria do Rosário        | Veranópolis, RS             | PT      | Rio Grande do Sul   |
| Marinha Raupp           | Maracaí, SP                 | PMDB    | Rondônia            |
| Teresa Surita           | São Manuel, SP              | PMDB    | Roraima             |
| Luci Choinacki          | Descanso, SC                | PT      | Santa Catarina      |
| Aline Corrêa            | Recife, PE                  | PP      | São Paulo           |
| Bruna Furlan            | Barueri, SP                 | PSDB    | São Paulo           |
| Janete Pietá            | Rio de Janeiro, RJ          | PT      | São Paulo           |
| Keiko Ota               | Olímpia, SP                 | PSB     | São Paulo           |
| Luiza Erundina          | Uiraúna, PB                 | PSB     | São Paulo           |
| Mara Gabrilli           | São Paulo, SP               | PSDB    | São Paulo           |
| Dorinha Rezende         | Goiânia, GO                 | DEM     | Tocantins           |

### 55.ª legislatura (2015-2019)
| Deputadas federais (50) | Naturalidade              | Partido | Representando       |
| ----------------------- | ------------------------- | ------- | ------------------- |
| Jéssica Sales           | Cruzeiro do Sul, AC       | PMDB    | Acre                |
| Janete Capiberibe       | Amapá, AP                 | PSB     | Amapá               |
| Jozi Araújo             | Itaituba, PA              | PTB     | Amapá               |
| Marcivânia Flexa        | Santana, AP               | PT      | Amapá               |
| Conceição Sampaio       | Alenquer, PA              | PP      | Amazonas            |
| Alice Portugal          | Salvador, BA              | PCdoB   | Bahia               |
| Moema Gramacho          | Salvador, BA              | PT      | Bahia               |
| Tia Eron                | Salvador, BA              | PRB     | Bahia               |
| Gorete Pereira          | Juazeiro do Norte, CE     | PR      | Ceará               |
| Luizianne Lins          | Fortaleza, CE             | PT      | Ceará               |
| Erika Kokay             | Fortaleza, CE             | PT      | Distrito Federal    |
| Norma Ayub              | Itapemirim, ES            | DEM     | Espírito Santo      |
| Flávia Morais           | Belo Horizonte, MG        | PDT     | Goiás               |
| Magda Mofatto           | Limeira, SP               | PR      | Goiás               |
| Eliziane Gama           | Monção, MA                | PPS     | Maranhão            |
| Tereza Cristina         | Campo Grande, MS          | PSB     | Mato Grosso do Sul  |
| Brunny Gomes            | Governador Valadares, MG  | PTC     | Minas Gerais        |
| Dâmina Pereira          | Lavras, MG                | PMN     | Minas Gerais        |
| Jô Moraes               | Cabedelo, PB              | PCdoB   | Minas Gerais        |
| Margarida Salomão       | Juiz de Fora, MG          | PT      | Minas Gerais        |
| Raquel Muniz            | Montes Claros, MG         | PSC     | Minas Gerais        |
| Elcione Barbalho        | Belém, PA                 | PMDB    | Pará                |
| Júlia Marinho           | Itapirapuã, GO            | PSC     | Pará                |
| Simone Morgado          | Belém, PA                 | PMDB    | Pará                |
| Christiane Yared        | Curitiba, PR              | PTN     | Paraná              |
| Luciana Santos          | Recife, PE                | PCdoB   | Pernambuco          |
| Iracema Portela         | Teresina, PI              | PP      | Piauí               |
| Rejane Dias             | São João do Piauí, PI     | PT      | Piauí               |
| Benedita da Silva       | Rio de Janeiro, RJ        | PT      | Rio de Janeiro      |
| Clarissa Garotinho      | Campos dos Goytacazes, RJ | PR      | Rio de Janeiro      |
| Cristiane Brasil        | Rio de Janeiro, RJ        | PTB     | Rio de Janeiro      |
| Jandira Feghali         | Curitiba, PR              | PCdoB   | Rio de Janeiro      |
| Rosângela Gomes         | Rio de Janeiro, RJ        | PRB     | Rio de Janeiro      |
| Soraya Santos           | Macaé, RJ                 | PMDB    | Rio de Janeiro      |
| Zenaide Maia            | Brejo do Cruz, PB         | PR      | Rio Grande do Norte |
| Maria do Rosário        | Veranópolis, RS           | PT      | Rio Grande do Sul   |
| Mariana Carvalho        | São Paulo, SP             | PSDB    | Rondônia            |
| Marinha Raupp           | Maracaí, SP               | PMDB    | Rondônia            |
| Maria Helena Rodrigues  | Santo Ângelo, RS          | PSB     | Roraima             |
| Shéridan Oliveira       | Boa Vista, RR             | PSDB    | Roraima             |
| Carmen Zanotto          | Lages, SC                 | PPS     | Santa Catarina      |
| Geovânia de Sá          | Criciúma, SC              | PSDB    | Santa Catarina      |
| Bruna Furlan            | Barueri, SP               | PSDB    | São Paulo           |
| Luiza Erundina          | Uiraúna, PB               | PSB     | São Paulo           |
| Keiko Ota               | Olímpia, SP               | PSB     | São Paulo           |
| Mara Gabrilli           | São Paulo, SP             | PSDB    | São Paulo           |
| Renata Abreu            | São Paulo, SP             | PTN     | São Paulo           |
| Dorinha Rezende         | Goiânia, GO               | DEM     | Tocantins           |
| Dulce Miranda           | Pocrane, MG               | PMDB    | Tocantins           |
| Josi Nunes              | Porto Nacional, TO        | PMDB    | Tocantins           |

### 56.ª legislatura (2019-2023)
| Deputadas federais (80) | Naturalidade              | Partido       | Representando       |
| ----------------------- | ------------------------- | ------------- | ------------------- |
| Jéssica Sales           | Cruzeiro do Sul, AC       | MDB           | Acre                |
| Mara Rocha              | Rio Branco, AC            | PSDB          | Acre                |
| Perpétua Almeida        | Porto Walter, AC          | PCdoB         | Acre                |
| Vanda Milani            | Cedral, SP                | SD            | Acre                |
| Tereza Nelma            | Arapiraca, AL             | PSDB          | Alagoas             |
| Aline Gurgel            | Macapá, AP                | PRB           | Amapá               |
| Leda Sadala             | Almeirim, PA              | Avante        | Amapá               |
| Marcivânia Flexa        | Santana, AP               | PT            | Amapá               |
| Alice Portugal          | Salvador, BA              | PCdoB         | Bahia               |
| Dayane Pimentel         | Feira de Santana, BA      | PSL           | Bahia               |
| Lídice da Mata          | Cachoeira, BA             | PSB           | Bahia               |
| Luizianne Lins          | Fortaleza, CE             | PT            | Ceará               |
| Bia Kicis               | Resende, RJ               | PRP           | Distrito Federal    |
| Celina Leão             | Goiânia, GO               | Progressistas | Distrito Federal    |
| Erika Kokay             | Fortaleza, CE             | PT            | Distrito Federal    |
| Flávia Arruda           | Taguatinga, DF            | PR            | Distrito Federal    |
| Paula Belmonte          | São Paulo, SP             | PPS           | Distrito Federal    |
| Lauriete Malta          | Vitória, ES               | PR            | Espírito Santo      |
| Norma Ayub              | Itapemirim, ES            | DEM           | Espírito Santo      |
| Soraya Manato           | Linhares, ES              | PSL           | Espírito Santo      |
| Flávia Morais           | Belo Horizonte, MG        | PDT           | Goiás               |
| Magda Mofatto           | Limeira, SP               | PR            | Goiás               |
| Rosa Neide              | Amargosa, BA              | PT            | Mato Grosso         |
| Rose Modesto            | Fátima do Sul, MS         | PSDB          | Mato Grosso do Sul  |
| Tereza Cristina         | Campo Grande, MS          | DEM           | Mato Grosso do Sul  |
| Alê Silva               | Petrópolis, RJ            | PSL           | Minas Gerais        |
| Áurea Carolina          | Tucuruí, PA               | PSOL          | Minas Gerais        |
| Greyce Elias            | Patrocínio, MG            | Avante        | Minas Gerais        |
| Margarida Salomão       | Juiz de Fora, MG          | PT            | Minas Gerais        |
| Elcione Barbalho        | Belém, PA                 | MDB           | Pará                |
| Vivi Reis               | Belém, PA                 | PSOL          | Pará                |
| Edna Henrique           | Xique-Xique, BA           | PSDB          | Paraíba             |
| Aline Sleutjes          | Castro, PR                | PSL           | Paraná              |
| Christiane Yared        | Curitiba, PR              | PR            | Paraná              |
| Gleisi Hoffmann         | Curitiba, PR              | PT            | Paraná              |
| Leandre Dal Ponte       | Pato Branco, PR           | PV            | Paraná              |
| Luisa Canziani          | Londrina, PR              | PTB           | Paraná              |
| Marília Arraes          | Recife, PE                | PT            | Pernambuco          |
| Iracema Portela         | Teresina, PI              | Progressistas | Piauí               |
| Margarete Coelho        | São Raimundo Nonato, PI   | Progressistas | Piauí               |
| Marina Santos           | Picos, PI                 | PTC           | Piauí               |
| Rejane Dias             | São João do Piauí, PI     | PT            | Piauí               |
| Benedita da Silva       | Rio de Janeiro, RJ        | PT            | Rio de Janeiro      |
| Chris Tonietto          | Rio de Janeiro, RJ        | PSL           | Rio de Janeiro      |
| Clarissa Garotinho      | Campos dos Goytacazes, RJ | PROS          | Rio de Janeiro      |
| Daniela do Waguinho     | Italva, RJ                | MDB           | Rio de Janeiro      |
| Fabiana Souza           | Rio de Janeiro, RJ        | PSL           | Rio de Janeiro      |
| Flordelis Souza         | Rio de Janeiro, RJ        | PSD           | Rio de Janeiro      |
| Jandira Feghali         | Curitiba, PR              | PCdoB         | Rio de Janeiro      |
| Rosângela Gomes         | Rio de Janeiro, RJ        | PRB           | Rio de Janeiro      |
| Soraya Santos           | Macaé, RJ                 | PR            | Rio de Janeiro      |
| Talíria Petrone         | Niterói, RJ               | PSOL          | Rio de Janeiro      |
| Carla Dickson           | Belém, PA                 | União         | Rio Grande do Norte |
| Natália Bonavides       | Natal, RN                 | PT            | Rio Grande do Norte |
| Fernanda Melchionna     | Alegrete, RS              | PT            | Rio Grande do Sul   |
| Liziane Bayer           | São Pedro do Sul, RS      | PSB           | Rio Grande do Sul   |
| Maria do Rosário        | Veranópolis, RS           | PT            | Rio Grande do Sul   |
| Jaqueline Cassol        | São Miguel do Oeste, SC   | Progressistas | Rondônia            |
| Mariana Carvalho        | São Paulo, SP             | PSDB          | Rondônia            |
| Silvia Cristina         | Linhares, ES              | PDT           | Rondônia            |
| Joênia Wapichana        | Boa Vista, RR             | Rede          | Roraima             |
| Shéridan Oliveira       | Boa Vista, RR             | PSDB          | Roraima             |
| Ângela Amin             | Indaial, SC               | Progressistas | Santa Catarina      |
| Carmen Zanotto          | Lages, SC                 | PPS           | Santa Catarina      |
| Caroline de Toni        | Chapecó, SC               | PSL           | Santa Catarina      |
| Geovânia de Sá          | Criciúma, SC              | PSDB          | Santa Catarina      |
| Adriana Ventura         | São Paulo, SP             | Novo          | São Paulo           |
| Bruna Furlan            | Barueri, SP               | PSDB          | São Paulo           |
| Carla Zambelli          | Ribeirão Preto, SP        | PSL           | São Paulo           |
| Joice Hasselmann        | Ponta Grossa, PR          | PSL           | São Paulo           |
| Katia Sastre            | São Paulo, SP             | PR            | São Paulo           |
| Luiza Erundina          | Uiraúna, PB               | PSOL          | São Paulo           |
| Maria Rosas             | Angra dos Reis, RJ        | PRB           | São Paulo           |
| Renata Abreu            | São Paulo, SP             | Podemos       | São Paulo           |
| Rosana Valle            | Santos, SP                | PSB           | São Paulo           |
| Sâmia Bomfim            | Presidente Prudente, SP   | PSOL          | São Paulo           |
| Tabata Amaral           | São Paulo, SP             | PDT           | São Paulo           |
| Dorinha Rezende         | Goiânia, GO               | DEM           | Tocantins           |
| Dulce Miranda           | Pocrane, MG               | MDB           | Tocantins           |

### 57.ª legislatura (2023-2027)
| Deputadas federais (91)  | Naturalidade             | Partido       | Representando       |
| ------------------------ | ------------------------ | ------------- | ------------------- |
| Antônia Lúcia            | Senador Guiomard, AC     | Republicanos  | Acre                |
| Meire Serafim            | Rio Branco, AC           | UNIÃO         | Acre                |
| Socorro Neri             | Tarauacá, AC             | PP            | Acre                |
| Professora Goreth        | Macapá, AP               | PDT           | Amapá               |
| Sílvia Waiãpi            | Macapá, AP               | PL            | Amapá               |
| Sonize Barbosa           | Macapá, AP               | PL            | Amapá               |
| Alice Portugal           | Salvador, BA             | PCdoB         | Bahia               |
| Ivoneide Caetano         | Biritinga, BA            | PT            | Bahia               |
| Lídice da Mata           | Cachoeira, BA            | PSB           | Bahia               |
| Roberta Roma             | Salvador, BA             | PL            | Bahia               |
| Rogéria Santos           | Rio de Janeiro, RJ       | Republicanos  | Bahia               |
| Dayany do Capitão        | Fortaleza, CE            | UNIÃO         | Ceará               |
| Fernanda Pessoa          | Fortaleza, CE            | UNIÃO         | Ceará               |
| Luizianne Lins           | Fortaleza, CE            | PT            | Ceará               |
| Bia Kicis                | Resende, RJ              | PL            | Distrito Federal    |
| Erika Kokay              | Fortaleza, CE            | PT            | Distrito Federal    |
| Jack Rocha               | Colatina, ES             | PT            | Espírito Santo      |
| Adriana Accorsi          | Itapuranga, GO           | PT            | Goiás               |
| Flávia Morais            | Belo Horizonte, MG       | PDT           | Goiás               |
| Lêda Borges              | Conquista, MG            | PSDB          | Goiás               |
| Magda Mofatto            | Limeira, SP              | PL            | Goiás               |
| Marussa Boldrin          | Rio Verde, GO            | MDB           | Goiás               |
| Silvye Alves             | Goiânia, GO              | UNIÃO         | Goiás               |
| Amanda Gentil            | Caxias, MA               | PP            | Maranhão            |
| Detinha                  | Cariús, Ceará            | PL            | Maranhão            |
| Roseana Sarney           | São Luís, MA             | MDB           | Maranhão            |
| Amália Barros            | Mogi Mirim, SP           | PL            | Mato Grosso         |
| Coronel Fernanda         | Cuiabá, MT               | PL            | Mato Grosso         |
| Camila Jara              | Campo Grande, MS         | PT            | Mato Grosso do Sul  |
| Ana Paula Junqueira Leão | Varginha, MG             | PP            | Minas Gerais        |
| Ana Pimentel             | Congonhas, MG            | PT            | Minas Gerais        |
| Célia Xakriabá           | Itacarambi, MG           | PSOL          | Minas Gerais        |
| Dandara Tonantzin        | Gurinhatã, MG            | PT            | Minas Gerais        |
| Delegada Ione Barbosa    | Juiz de Fora, MG         | Avante        | Minas Gerais        |
| Duda Salabert            | Belo Horizonte, MG       | PDT           | Minas Gerais        |
| Greyce Elias             | Patrocínio, MG           | Avante        | Minas Gerais        |
| Nely Aquino              | São S. do Maranhão, MG   | Podemos       | Minas Gerais        |
| Rosângela Reis           | Mesquita, MG             | PL            | Minas Gerais        |
| Alessandra Haber         | Belém, PA                | MDB           | Pará                |
| Andreia Siqueira         | Tucuruí, PA              | MDB           | Pará                |
| Dilvanda Faro            | Bujaru, PA               | PT            | Pará                |
| Elcione Barbalho         | Belém, PA                | MDB           | Pará                |
| Renilce Nicodemos        | Marapanim, PA            | MDB           | Pará                |
| Carol Dartora            | Curitiba, PR             | PT            | Paraná              |
| Gleisi Hoffmann          | Curitiba, PR             | PT            | Paraná              |
| Leandre Dal Ponte        | Pato Branco, PR          | PSD           | Paraná              |
| Luísa Canziani           | Londrina, PR             | PSD           | Paraná              |
| Clarissa Tércio          | Recife, PE               | PP            | Pernambuco          |
| Iza Arruda               | Vitória de S. Antão, PE  | MDB           | Pernambuco          |
| Maria Arraes             | Recife, PE               | Solidariedade | Pernambuco          |
| Rejane Dias              | São João do Piauí, PI    | PT            | Piauí               |
| Benedita da Silva        | Rio de Janeiro, DF       | PT            | Rio de Janeiro      |
| Chris Tonietto           | Rio de Janeiro, RJ       | PL            | Rio de Janeiro      |
| Daniela Carneiro         | Italva, RJ               | UNIÃO         | Rio de Janeiro      |
| Danielle Cunha           | Rio de Janeiro, RJ       | UNIÃO         | Rio de Janeiro      |
| Jandira Feghali          | Curitiba, PR             | PCdoB         | Rio de Janeiro      |
| Laura Carneiro           | Rio de Janeiro, RJ       | PSD           | Rio de Janeiro      |
| Rosângela Gomes          | Nova Iguaçu, RJ          | Republicanos  | Rio de Janeiro      |
| Soraya Santos            | Macaé, RJ                | PL            | Rio de Janeiro      |
| Talíria Petrone          | Niterói, RJ              | PSOL          | Rio de Janeiro      |
| Natália Bonavides        | Natal, RN                | PT            | Rio Grande do Norte |
| Any Ortiz                | Canoas, RS               | Cidadania     | Rio Grande do Sul   |
| Daiana Santos            | Júlio de Castilhos, RS   | PCdoB         | Rio Grande do Sul   |
| Denise Pessôa            | Caxias do Sul, RS        | PT            | Rio Grande do Sul   |
| Fernanda Melchionna      | Alegrete, RS             | PSOL          | Rio Grande do Sul   |
| Franciane Bayer          | Santa Maria, RS          | Republicanos  | Rio Grande do Sul   |
| Maria do Rosário         | Veranópolis, RS          | PT            | Rio Grande do Sul   |
| Silvia Cristina          | Linhares, ES             | PL            | Rondônia            |
| Cristiane Lopes          | Porto Velho, RO          | UNIÃO         | Rondônia            |
| Helena da Asatur         | Araguatins, TO           | MDB           | Roraima             |
| Ana Paula Lima           | Curitiba, PR             | PT            | Santa Catarina      |
| Carmen Zanotto           | Lages, SC                | Cidadania     | Santa Catarina      |
| Caroline De Toni         | Chapecó, SC              | PL            | Santa Catarina      |
| Daniela Reinehr          | Maravilha, SC            | PL            | Santa Catarina      |
| Julia Zanatta            | Criciúma, SC             | PL            | Santa Catarina      |
| Adriana Ventura          | São Paulo, SP            | NOVO          | São Paulo           |
| Carla Zambelli           | Ribeirão Preto, SP       | PL            | São Paulo           |
| Erika Hilton             | Franco da Rocha, SP      | PSOL          | São Paulo           |
| Juliana Cardoso          | São Paulo, SP            | PT            | São Paulo           |
| Luiza Erundina           | Uiraúna, PB              | PSOL          | São Paulo           |
| Maria Rosas              | Angra dos Reis, RJ       | Republicanos  | São Paulo           |
| Luciene Cavalcante       | São Paulo, SP            | PSOL          | São Paulo           |
| Marina Silva             | Rio Branco, AC           | REDE          | São Paulo           |
| Renata Abreu             | São Paulo, SP            | PODE          | São Paulo           |
| Rosana Valle             | Santos, SP               | PL            | São Paulo           |
| Rosângela Moro           | Curitiba, PR             | UNIÃO         | São Paulo           |
| Sâmia Bomfim             | Presidente Prudente, SP  | PSOL          | São Paulo           |
| Simone Marquetto         | São Paulo, SP            | MDB           | São Paulo           |
| Sônia Guajajara          | Amarante do Maranhão, MA | PSOL          | São Paulo           |
| Tabata Amaral            | São Paulo, SP            | PSB           | São Paulo           |
| Delegada Katarina        | Aracaju, SE              | PSD           | Sergipe             |
| Yandra de André          | Aracaju, SE              | UNIÃO         | Sergipe             |

## Parlamentares eleitas por UF
Examinando os números a seguir temos que a distribuição das 46 senadoras e  deputadas federais eleitas pelo voto direto é a seguinte:
| Estado              | Senadoras Eleitas | Total Senadoras | Dep. Fed. |
| ------------------- | ----------------- | --------------- | --------- |
| Acre                | 01                | 03              | 12        |
| Alagoas             | 01                | 01              | 04        |
| Amapá               | 00                | 00              | 12        |
| Amazonas            | 01                | 02              | 06        |
| Bahia               | 01                | 01              | 15        |
| Ceará               | 01                | 01              | 06        |
| Distrito Federal    | 02                | 02              | 10        |
| Espírito Santo      | 01                | 02              | 10        |
| Goiás               | 01                | 01              | 14        |
| Maranhão            | 02                | 02              | 07        |
| Mato Grosso         | 02                | 02              | 06        |
| Mato Grosso do Sul  | 04                | 04              | 05        |
| Minas Gerais        | 01                | 01              | 21        |
| Pará                | 02                | 02              | 12        |
| Paraíba             | 01                | 02              | 03        |
| Paraná              | 01                | 01              | 08        |
| Pernambuco          | 01                | 01              | 07        |
| Piauí               | 00                | 01              | 06        |
| Rio de Janeiro      | 01                | 01              | 35        |
| Rio Grande do Norte | 03                | 03              | 06        |
| Rio Grande do Sul   | 02                | 02              | 12        |
| Rondônia            | 01                | 01              | 07        |
| Roraima             | 02                | 02              | 08        |
| Santa Catarina      | 01                | 02              | 09        |
| São Paulo           | 02                | 03              | 32        |
| Sergipe             | 01                | 01              | 02        |
| Tocantins           | 02                | 02              | 06        |
| Total               | 38                | 46              | 281       |

## Senadoras por tempo de serviço
| # | Foto | Senadora             | Estado    | Mandato             |
| - | ---- | -------------------- | --------- | ------------------- |
| 1 |      | Maria do Carmo Alves | Sergipe   | 24 anos (1999-2023) |
| 2 |      | Marina Silva         | Acre      | 16 anos (1995-2011) |
| 3 |      | Lúcia Vânia          | Goiás     | 16 anos (2003-2019) |
| 4 |      | Kátia Abreu          | Tocantins | 16 anos (2007-2023) |
| 5 |      | Marluce Pinto        | Roraima   | 12 anos (1991-2003) |

## Deputadas por tempo de serviço
| # | Foto                                                                                            | Deputada          | Estado            | Mandato                               |
| - | ----------------------------------------------------------------------------------------------- | ----------------- | ----------------- | ------------------------------------- |
| 1 |                                                                                                 | Jandira Feghali   | Rio de Janeiro    | 28 anos (1991-2007) (2011-Atualmente) |
| 2 |                                                                                                 | Luiza Erundina    | São Paulo         | 24 anos (1999-Atualmente)             |
| 2 |                                                                                                 | Elcione Barbalho  | Pará              | 24 anos (1995-2003) (2007-Atualmente) |
| 3 | Ficheiro:Deputada Marinha Raupp (2.ª vice-presidente nacional do PMDB Mulher) (13288861733).jpg | Marinha Raupp     | Rondônia          | 24 anos (1995-2019)                   |
| 4 |                                                                                                 | Alice Portugal    | Bahia             | 20 anos (2003-Atualmente)             |
| 4 |                                                                                                 | Maria do Rosário  | Rio Grande do Sul | 20 anos (2003-Atualmente)             |
| 4 |                                                                                                 | Benedita da Silva | Rio de Janeiro    | 20 anos (1987-1995) (2011-Atualmente) |